# Manly Dam
Manly Dam är en dammbyggnad i Australien. Den ligger i kommunen Warringah och delstaten New South Wales, i den sydöstra delen av landet, nära delstatshuvudstaden Sydney. Manly Dam ligger 31 meter över havet.
Trakten är tätbefolkad. Närmaste större samhälle är Sydney, nära Manly Dam. Genomsnittlig årsnederbörd är 1 380 millimeter. Den regnigaste månaden är februari, med i genomsnitt 200 mm nederbörd, och den torraste är juli, med 36 mm nederbörd.